# The Cave (videojuego)
The Cave es un juego de aventuras, plataformas y rompecabezas desarrollado por Double Fine Productions y distribuido por Sega en enero de 2013 en las tiendas PlayStation Network, Nintendo eShop y Xbox Live Arcade a través de las consolas PlayStation 3, Wii U y Xbox 360 y en Steam para Microsoft Windows, OS X y Linux. Posteriormente, se lanzó el 3 de octubre de 2013 en dispositivos iOS y Android. El 2 de diciembre de 2013 también se lanzó en Ouya. El juego fue retirado de las tiendas de consolas el 2 de abril de 2018, por lo que es exclusivo de Steam hasta 2023.
El juego fue creado por Ron Gilbert, basándose en una idea que tuvo durante casi veinte años sobre una cueva que atrae a la gente para explorar sus rasgos de personalidad más oscuros. El juego está clasificado como "adolescente" por sangre y violencia. El juego toma prestados conceptos de su juego anterior de 1987, Maniac Mansion, como el jugador que inicialmente selecciona tres personajes diferentes de un elenco de siete para explorar la cueva. Muchos de los rompecabezas del juego requieren que los tres personajes trabajen en coordinación para completarlos, mientras que algunos rompecabezas son específicos de las habilidades únicas de un personaje; de esta manera, la Cueva solo se puede explorar por completo a través de múltiples partidas.

## Jugabilidad
La historia de The Cave está basada en una cueva mágica parlante (con la voz de Stephen Stanton) con un conjunto laberíntico de túneles en su interior. Siete personajes, extraídos de distintos lugares del tiempo y el espacio y que albergan oscuros secretos, han llegado a la Cueva, creyendo que pueden «aprender algo sobre sí mismos y en quiénes podrían convertirse», como afirma Gilbert. En un ejemplo, un personaje caballero acude a una princesa para pedirle su amuleto, que es la clave para desbloquear el manejo de la espada, y ella le dice que le traiga el tesoro que guarda el dragón. El caballero luego tiene éxito, pero se olvida de cerrar la puerta de la guarida del dragón, lo que a su vez provoca que el dragón se coma a la princesa y tosa el amuleto. El caballero entonces se dirige al rey con el amuleto y le permite sacar la espada, lo que al principio era imposible debido a las muchas rocas que había debajo de ella; sin embargo, nuestros personajes lo superan haciéndola estallar con dinamita. Luego saca la espada y el rey «corre a felicitar a su hija favorita», pero luego es devorado por el dragón también. Al comienzo del juego, el jugador selecciona tres de los siete personajes, que luego quedan bloqueados para el resto del juego; los jugadores pueden reiniciar un nuevo juego para seleccionar un trío diferente de personajes. Los personajes están basados en figuras estereotipadas, como un paleto, un par de gemelos (que actúan como un solo personaje) y un científico.
Mientras el jugador controla al trío para explorar la cueva, recolecta objetos e interactúa con el entorno de una manera similar a un juego de aventuras. La exploración del juego se basa en elementos de juegos de plataformas 2D, aunque el juego se presenta con gráficos en 3D. La exploración se describe como Metroidvania, donde más túneles y cámaras de la Cueva se vuelven accesibles a medida que los jugadores recolectan objetos de una manera similar a Metroid o Castlevania. El jugador tendrá que trabajar con los tres personajes, alternando entre ellos normalmente para activar varias partes de un rompecabezas; un ejemplo mostrado en las primeras demostraciones de prensa fue usar un personaje para hacer sonar una campana para distraer a un monstruo, un segundo personaje para reparar una máquina expendedora de perritos calientes para proporcionar cebo, y un tercero para operar una máquina de garra gigante para recoger al monstruo y despejar su camino. Cada personaje tiene una habilidad única para ayudar a maniobrar en los túneles de la cueva, dejando algunas áreas inaccesibles si no se eligen los personajes apropiados desde el principio; por ejemplo, el aventurero puede balancearse a través de los huecos con una cuerda, mientras que el viajero en el tiempo puede cambiar de fase una distancia corta, pasando a través de puertas cerradas. Además, algunas áreas de la Cueva son accesibles sólo para uno de los personajes específicos; como el caballero que encuentra un castillo o el científico que descubre un laboratorio; estas áreas representan los deseos profundos y los aspectos oscuros de un personaje que lo atrajeron a la Cueva en primer lugar. Si bien existen peligros que pueden matar a un personaje, este reaparece poco después cerca, lo que permite al jugador volver a intentar el movimiento. A lo largo del juego habrá iconógrafos para cada uno de los tres personajes, a los que el jugador tendrá que acercarse para activarlos; estos proporcionan una de varias imágenes fijas que revelan la historia del personaje.
El juego es principalmente para un solo jugador, pero hasta tres jugadores pueden participar de forma cooperativa en la misma computadora o consola, cada uno controlando a uno de los tres personajes seleccionados.

## Desarrollo
Ron Gilbert ha estado trabajando con juegos de aventuras desde sus días en LucasArts, incluidas varias colaboraciones con Tim Schafer y Dave Grossman ; juntos, desarrollaron juegos como Maniac Mansion, su secuela Day of the Tentacle y los primeros juegos de la serie Monkey Island. Gilbert dejó LucasArts en 1992, inicialmente creando su propio estudio de desarrollo Humongous Entertainment, pero luego pasó a otros juegos, incluida la contribución a la serie episódica de Telltale Games, Tales of Monkey Island, basada en la serie LucasArts. Mientras tanto, Schafer permanecería en LucasArts hasta que el mercado de los juegos de aventuras cayó a finales de los 90, y creó su propio estudio, Double Fine Productions, con varios de los antiguos desarrolladores de LucasArts. Aunque Double Fine tuvo problemas con títulos bien recibidos pero económicamente fallidos como Psychonauts y Brütal Legend, tuvo éxito en la comercialización de cuatro juegos más pequeños desarrollados durante un período de "Amnesia Fortnight" en el desarrollo de Brütal Legend entre 2010 y 2011.
Gilbert ha declarado que la idea de The Cave ha sido una idea que ha tenido durante mucho tiempo; dijo, sobre su idea, «La gente tiene secretos muy oscuros, y entrar en una cueva que es realmente oscura y profunda... esa metáfora realmente resonó en mí». Mientras todavía estaba en LucasArts, Gilbert había dibujado partes de un complejo de cuevas laberínticas en papel, pero la idea nunca se expandió más allá de eso en ese momento. Antes de que Gilbert fuera contratado para trabajar en Double Fine, él y Schafer seguían discutiendo ideas y desarrollo de juegos; Gilbert había mencionado esta idea de la cueva, lo que llevó a Schafer a sugerirle que fuera a trabajar a su empresa para desarrollar la idea. En septiembre de 2010, Gilbert pasó a formar parte oficialmente de Double Fine para trabajar en The Cave; en ese momento, Gilbert había declarado que el título, que aún no tenía nombre, era «un concepto completamente nuevo» y que «a los fanáticos de esos viejos juegos de aventuras les gustará». El momento del mayor desarrollo de The Cave coincidió con el resurgimiento de los juegos de aventuras como los producidos por Telltale Games y el éxito de Double Fine Adventure Kickstarter. Gilbert también consideró que a medida que los juegos casuales se vuelven más comunes y aceptables, el mercado puede manejar juegos de nicho como juegos de aventura que no requieren reflejos rápidos. A pesar del potencial del mercado, Gilbert descubrió que presentar el juego a los editores todavía era un desafío, ya que no percibían que existiría un mercado para tales juegos. Al presentar el juego a los editores por primera vez en su carrera, Gilbert tuvo que alejarse del diseño de forma libre que había utilizado en títulos anteriores y establecer planes para el juego como un todo, lo que encontró como un beneficio; la necesidad de presentar información a los editores potenciales le exigió pensar en el juego como un todo, al tiempo que permitía que se añadieran elementos más pequeños en una fecha posterior según lo consideraran necesario.
El desarrollo de la jugabilidad de The Cave se basó en tres factores definitorios en la mente de Gilbert: que el jugador seleccionara tres de varios personajes para explorar la cueva, ofrecer un elemento de plataformas «ligero» para ofrecer otros desafíos fuera de los rompecabezas y evitar el uso de un sistema de inventario. El anterior Maniac Mansion de Gilbert lo influenció a revisar el concepto de tener varios personajes jugables entre los que el jugador puede alternar. Gilbert notó que dentro de Maniac Mansion, varios de los personajes tienen un uso mínimo dentro del juego, y buscó corregir eso dentro de The Cave al dar el mismo peso a cada uno de los siete personajes jugables. Gilbert reconoció que con siete personajes el jugador necesitaría jugar el juego tres veces para ver todo el contenido específico de cada personaje, pero consideró que todavía era un buen número para usar. Reconoció que a partir de Maniac Mansion, los jugadores tenderían a gravitar hacia o alejarse de ciertos personajes, y siempre podrían querer jugar con un personaje específico en el juego. Gilbert mantuvo el mismo recuento en The Cave por esta razón. Si bien otros aspectos de Maniac Mansion pueden haber influido en otras decisiones de diseño dentro de The Cave, Gilbert consideró que era menos probable que estas hayan sido decisiones conscientes de su parte. La estructura de la Cueva dentro del juego fue diseñada para darle a cada personaje un área grande y única para explorar, para evitar el escenario en el que «lo juegas de nuevo y el 95 por ciento es lo mismo».
Si bien el juego es en parte de plataformas, la intención de Gilbert no era convertir en un desafío atravesar la cueva, señalando que es casi imposible morir por fallar un salto. En lugar de eso, se agregaron elementos de plataformas para agregar variedad al movimiento por la cueva, recordando que en el desarrollo de los juegos de Monkey Island, los jugadores se aburrían de caminar por la misma área una y otra vez. El objetivo de Gilbert para los rompecabezas del juego era mantenerlos menos exigentes para permitir que la historia y las imágenes del juego fueran el foco principal de la atención del jugador, comparando esto con métodos similares utilizados en el juego Limbo. Gilbert no quería penalizar a los jugadores por muertes baratas o permanentes de personajes, sintiendo que el enfoque de muerte y reaparición sería tomado como «un pequeño inconveniente».
De manera similar, para reducir la complejidad del juego, no incluyó un sistema de inventario típico como en la mayoría de los juegos de aventuras; cada personaje puede llevar un solo objeto, que se muestra transportado en la pantalla, lo que ayuda como ayuda visual para resolver acertijos en lugar de tener que revisar múltiples pantallas de inventario. Gilbert quería que el juego pudiera ser jugado por varias personas, y contó su experiencia de juventud jugando al juego basado en texto Colossal Cave Adventure con varios de sus amigos, trabajando juntos para resolver acertijos. De manera similar, Gilbert tuvo en cuenta que sus juegos más antiguos fueron diseñados para un público diferente, donde los desarrolladores «necesitaban proporcionar 40 horas de juego, porque ese era el estándar», mientras que los jugadores «querían golpearse la cabeza contra la pantalla durante días seguidos» para resolver acertijos comparativamente difíciles; en cambio, The Cave fue diseñado para ser «más indulgente» y «más complaciente» con el público moderno.
Gilbert comparó el desarrollo del mundo, los personajes y los rompecabezas con sus anteriores juegos de aventuras de LucasArts. Por ejemplo, Gilbert identificó la mansión como el «génesis» del resto de Maniac Mansion; de manera similar, el equipo de The Cave primero creó los alrededores de la Cueva, lo que llevó al desarrollo de personajes que probablemente habitarían o visitarían la Cueva, desarrollando sus roles individuales en una historia más grande y eventualmente en el diseño de elementos de rompecabezas clave para el juego. Gilbert había comenzado con más ideas para personajes jugables, hasta 20 o 30 basados en estereotipos comunes, incluyendo un cantante de ópera y un agente de la CIA, pero los descartó cuando no pudo desarrollar sus razones para querer ir a la Cueva, y mantuvo otros que consideraba sus favoritos. Gilbert también buscó proporcionar un número igual de personajes de cada género, utilizando a los gemelos –un niño y una niña– para satisfacer este requisito.
La Cueva es un personaje sensible en el juego, siguiendo la idea de Gilbert de que la Cueva ha sido testigo de toda la evolución humana a lo largo del tiempo y la fascinación de la humanidad por las cuevas, y por lo tanto sería un personaje interesante dentro de la historia. Esto hizo que fuera un desafío escribir la historia, ya que la Cueva actúa como narrador junto con otros personajes no jugadores con voz, pero los principales jugables permanecerán en silencio. Esto también le permitió a Gilbert mantener una sensación de misterio sobre los personajes jugables; si tuvieran voz, el diálogo probablemente habría explicado explícitamente sus razones para estar en la Cueva, mientras que sus objetivos finales permanecen ocultos si estuvieran en silencio. Se eligió un estilo artístico tipo caricatura, con personajes con cabezas más grandes de lo normal y movimientos más exagerados, para permitir que los personajes aún se expresen de una manera que el jugador pueda ver fácilmente.
Dos meses después del lanzamiento de The Cave, Gilbert anunció que dejaría Double Fine después de haberse propuesto completar el juego que quería, y que era hora de «seguir adelante» y «planificar mi próximo movimiento». La salida se produjo en términos completamente amigables con la empresa, según Gilbert. Gilbert aclaró además que su empleo en Double Fine siempre había sido específicamente para desarrollar The Cave sin planes firmes más allá de eso; que es posible que haya más esfuerzos de colaboración con Double Fine en el futuro. Afirmó que se considera un «nómada» en el desarrollo de juegos, que prefiere equipos más pequeños, y que ya estaba trabajando con un excolaborador de Deathspank en un nuevo juego móvil.

### Lanzamiento
El trabajo en el juego había estado progresando durante aproximadamente un año en Double Fine antes del anuncio del juego; Gilbert declaró que los seis meses anteriores a ese período desde que fue contratado en el estudio se utilizaron para comenzar a desarrollar las ideas para ellos, con un trabajo más serio por parte de un equipo más grande que comenzó cuando identificaron a Sega como su editor.
A medida que se acercaba el anuncio completo del juego, Gilbert usó su blog para mostrar partes del arte del juego realizado en colaboración con el equipo de arte de Double Fine. Double Fine registraría más tarde el nombre «The Cave», afirmando que no estaba relacionado con el juego Double Fine Adventure que se financió a través de Kickstarter. Justo antes de su anuncio, Gilbert proporcionó más material gráfico que algunos señalaron que encajaba perfectamente en una imagen publicada por Sega en su blog, lo que sugiere que el proyecto sería publicado por esta última. El juego fue anunciado formalmente como The Cave el 24 de mayo de 2012, con Sega como editor de Double Fine para el título descargable. Schafer participó como director creativo del título. Sega optó por publicar el título como parte de su crecimiento hacia títulos descargables; Hakuri Satomi, vicepresidente de negocios digitales de Sega, destacó la originalidad del juego y valoró la experiencia y creatividad de Gilbert y el equipo de Double Fine. El juego estaba inicialmente previsto para su lanzamiento en las consolas Microsoft Windows, PlayStation 3, Wii U y Xbox 360, pero Gilbert ha declarado que están estudiando una versión para iOS y otras plataformas táctiles, aunque todavía no se han comprometido; específicamente, han encontrado una limitación técnica en iOS que puede impedirles llevar el juego allí. Double Fine ha anunciado que también desarrollará una versión para la consola Ouya basada en Android.
Técnicamente, el juego se está desarrollando con la plataforma Microsoft Windows como núcleo, ya que Gilbert no quería que esta versión se sintiera como un puerto de consola; Gilbert también afirma que es «principalmente un jugador [de computadora personal]» y quería mantenerse fiel a la plataforma. Los usuarios de Windows que reservaron el título en Steam también obtuvieron elementos temáticos para Team Fortress 2 basados en el atuendo del personaje Hillbilly. La versión para Mac OS X se anunció junto con la fecha de lanzamiento, y los usuarios de Windows y Mac OS X pudieron aprovechar Steam Play para usar el título en cualquiera de los sistemas operativos. Las versiones para otras plataformas serán prácticamente idénticas entre sí, y Gilbert afirmó que «trabajaron muy duro para garantizar que visualmente todo lo que se ve sea idéntico» entre las versiones de consola. La versión de Wii U utilizará el Wii U GamePad como dispositivo de selección de personajes y también para cambiar el foco al personaje en la pantalla, pero por lo demás no añadirá ninguna característica nueva.
A partir de iOS 11, The Cave ya no recibirá soporte y no estará disponible para comprar en la tienda de aplicaciones.
En 2023, los derechos del juego volvieron a manos de Double Fine Productions y Xbox Game Studios y el juego se lanzó en Xbox Game Pass y GOG.com el 18 de julio de 2023.

## Recepción
The Cave recibió críticas mixtas. El sitio web agregador de reseñas Metacritic le dio a la versión de Xbox 360 70/100, a la versión de PlayStation 3 un 72/100,  a la versión de PC un 68/100, y a la versión de Wii U 72/100. Varios periodistas reconocieron el ingenio y el humor de Gilbert y Double Fine, pero consideraron que los rompecabezas eran demasiado simples y requerían atravesar con demasiada tediosa cantidad de tiempo áreas no peligrosas de la cueva.